# Steponas Dainius Umbrasas
Steponas Dainius Umbrasas  ist ein litauischer Jurist und ehemaliger Politiker, Vizeminister, stellvertretender Justizminister Litauens.

## Leben
Sein Vater war Juozas Umbrasas.
Nach dem Abitur an der Mittelschule  absolvierte Steponas Dainius Umbrasas das Diplomstudium der Rechtswissenschaft an der Vilniaus universitetas. Am 25. April 1990 ernannte ihn Premierministerin Kazimira Prunskienė zum Stellvertreter des Justizministers. Am 23. Dezember 1991 entlastete ihn Premierminister Gediminas Vagnorius. Sein Nachfolger wurde Jonas Sviderskis. Ab 1995 arbeitete Umbrasas als Rechtsanwalt.